# Kolbensattel
Der Kolbensattel (1276 m ü. A.) oberhalb von Oberammergau ist Ziel und Ausgangspunkt mehrerer alpinsportlicher Aktivitäten im Ammergebirge.
Der Sattel trennt den Steckenberg vom Brunnbergkamm und ist mittels der Kolbensesselbahn von Oberammergau relativ einfach erreichbar. Am Sattel bieten sich Möglichkeiten zur Wanderung in Richtung August-Schuster-Haus oder zu Klettertouren bei den Zähnen. Direkt am Sattel befindet sich die bewirtschaftete Kolbensattelhütte.
Am Sattel befinden sich auch ein Klettergarten und der Startpunkt des Alpine Coaster sowie im Winter Teile des Skigebietes Oberammergau.
Aufgrund der veränderten klimatischen Bedingungen, wurde der Skibetrieb auf der Hauptabfahrt mit der Saison 2024/2024 eingestellt. Die ehemalige Skipiste wurde in eine Naturrodelbahn umgewandelt. Der Sessellift dient somit nur noch als Zubringer zu Rodelbahn und AlpineCoaster sowie zur Kolbensattelhütte.

## Tourenmöglichkeiten
Ab dem Kolbensattel werden häufig begangen z. B. der Kofelsteig zum Pürschlinghaus und der verkürzte Zugang zum Zahngrat.